# 과르다역
과르다역(독일어: Bahnhof Guarda)은 스위스 그라우뷘덴주의 스쿠올 시정촌 내에 있는 과르다 마을에 있는 기차역이다. 래티셰 철도의 1,000mm 미터궤 베버-스쿠올-타라스프선의 중간역이다.

## 운행편
다음 서비스는 과르다에서 정차한다.
- 레기오익스프레스 : 디젠티스/무쉬테와 스쿠올-타라스프 사이를 매시간 운행
- 레기오 : 폰트레시나와 스쿠올-타라스프 사이를 매시간 운행